# 遺品整理屋は見た!
『遺品整理屋は見た!』（いひんせいりやはみた）は、2006年に扶桑社より刊行されたノンフィクションの体験記。著者は遺品整理を業とする会社「キーパーズ」の経営者である吉田太一。
2011年にテレビドラマ化された。

## 概要
「遺品整理」業を営む著者が、自身のブログに書き留めた仕事の内容を元に書籍化したもの。さだまさしの小説『アントキノイノチ』の映画化に際しては参考図書となった。
独居老人や孤独死などを中心に、現代社会の問題と向き合った内容となっている。現代社会の裏の事情をあからさまに書かれている。遺品整理代行業者の遺品回収から、遺族の心境まで細かく記載されている。

## テレビドラマ
2008年、フジテレビジョン系列の2時間ドラマ枠「金曜プレステージ」にて放映予定だったが、事情によりお蔵入りとなり、2011年3月5日、関東ローカル枠にて放映された。

### キャスト
- 真壁小太郎（遺品整理屋「エンジェルハンズ」社長）：地井武男
- 真壁佳代子（小太郎の亡き妻）：五十嵐めぐみ
- 真壁千加子（小太郎の義理の娘）：酒井美紀
- 飯塚省吾（千加子の交際相手）：賀集利樹
- 福屋（「エンジェルハンズ」社員）：柳沢慎吾
- 清水（「エンジェルハンズ」社員）：野澤剣人
- 秋本美保子（小太郎に生前予約で遺品整理を依頼する）：松原智恵子
- 秋本義明（美保子の息子）：緒形幹太
- 秋本恭子（義明の妻）：畑野ひろ子
- 岡林恒子（省吾が保護した徘徊中の老婆）：渡辺康子
- 岡林守（恒子の息子）：小野了
- 岡林香織（恒子の嫁）：棚橋幸代
- 交番の巡査：衣笠拳次
- 望月聡美（美保子の娘）：松井紀美江
- 沢井まどか（美保子の娘）：林美穂
- 沢井和樹（まどかの夫）：福井晋
- 遠藤（美保子の内縁の夫）：山本亘
- 遠藤の元妻（8年前、遠藤に殺害される）：小川よりこ
- 居酒屋主人：小宮健吾
- 居酒屋おかみ：亜呂奈

### スタッフ
- 演出・プロデュース：小林俊一
- 脚本：いずみ玲
- 音楽：手塚理
- 技術協力：フォーチュン
- 照明協力：阿吽
- 音響効果：第一音響
- 編集・MA：テクノマックス
- スタジオ：東映テレビ・プロダクション
- プロデュース：深見桂子
- 企画協力：扶桑社
- 製作：フジテレビ、彩の会